# Agències d'Intel·ligència d'Israel
Les Agències d'intel·ligència d'Israel (hebreu קהילת המודיעין הישראלית) són les organitzacions responsables de la intel·ligència, contrainteligencia i la recerca per a l'Estat d'Israel.

## Membres actuals
- Aman: És la intel·ligència militar de les Forces de Defensa Israelianes, se subdivideix en les següents:

- Adreça de la intel·ligència de l'aire: la unitat d'intel·ligència de la Força aèria israeliana
- Departament naval de la intel·ligència: la unitat d'intel·ligència de l'Armada d'Israel
- Cos d'intel·ligència israeliana: la recuperació d'intel·ligència i l'anàlisi d'aquesta per les forces de defensa
- Cos de la intel·ligència del camp: la unitat d'intel·ligència de les prefectures de l'exèrcit
- Les unitats d'intel·ligència dels quatre comandos regionals (Comandament israelià Central, Comandament israelià del Nord, Comandament israelià del Sud).

- Mossad: l'agència responsable sobretot del treball d'intel·ligència en l'exterior.

- Xavak: l'organització responsable de la seguretat interna, incloent als territoris ocupats, també està a càrrec de la vigilància en ambaixades i consolats d'Israel.

- La branca de la intel·ligència de la Policia d'Israel

- El Centre per a la recerca política: la branca de la intel·ligència del Ministeri d'Afers Exteriors.

## Membres anteriors
- Nativ: l'organització responsable de portar als jueus de països del Bloc soviètic, una agència posterior al Mossad Li'aliyah. Després de la dissolució de la Unió Soviètica, va ser moguda de la comunitat de la intel·ligència i es va convertir en un departament dins de l'oficina del primer ministre.

- Lekem: l'agència responsable d'obtenir i d'assegurar tecnologia secreta. Va ser dissolta, i el seu director, Rafi Eitan, dimitit sobre l'exposició de Jonathan Pollard, que va ser condemnat per espiar a favor seu.

## Supervisió parlamentària
La supervisió parlamentària sobre l'actuar les agències d'Intel·ligència és empresa pel Subcomité per a la Intel·ligència i Serveis secrets, un subcomitè dels Afers exteriors i el Comitè de Defensa, que supervisa a les Forces de Seguretat d'Israel.

## Estructura i organització
L'agenda de treball en el passat ha tocat temes com la forma en què treballarien les Agències d'Intel·ligència; aspectes relatius a la divisió de responsabilitats i jurisdiccions entre l'Aman, Xavak, i el Mossad; i el format de treball pels tres referent a les ordres donades pels primers ministres i els altres ministeris. A través dels anys, a causa de males experiències o com mera qüestió de rutina, es van designar les diferents comissions i als inspectors per examinar el treball de les agències i proposar recomanacions. Aquestes comissions eren:
- Comissións de Yadin-Saraf (1963)
- Comissións d'Agranat (1973-74)
- Comissions de Zamir (1974)
- Comissions de l'Aluf Aharon Yariv (1984, 1986)
- Informes de l'Aluf Refael Vardi (els anys 90)
- La Comissió per investigar la xarxa de la intel·ligència de la Guerra de l'Iraq (2004)

El govern va intervenir en aquests assumptes en diverses ocasions i va arribar a diferents decisions. L'Interventor de l'Estat es va posar al dia respecte a l'agenda d'aquestes agències i va presentar al Kenésset els seus resultats i conclusions. En 1994, el subcomitè per a la intel·ligència també va examinar els plantejaments i va fer les seves recomanacions davant el Primer Ministre.
La divisió del treball entre l'Aman, el Xavak, i el Mossad, en l'estructura actual de les Agències d'Intel·ligència, s'estableix generalment sobre una base geogràfica.
Sovint hi ha una interconnexió i trasllat dels segments entre les organitzacions. El nivell de la coordinació i de la cooperació interregional ha sofert en el passat de defectes fonamentals, que tendien a perdre l'eficàcia del treball de la intel·ligència en diversos fronts. Les organitzacions van veure la necessitat de compartir mútuament informació i de sincronitzar algunes activitats.
Encara hi ha qüestions restants que hauran de discutir-se quant a la divisió de les jurisdiccions i els límits sectorials i interregionals. En un document conegut com a "Carta Magna", els caps dels tres serveis continuen la seva temptativa d'arribar a acords.
El subcomitè de la intel·ligència segueix aquest discurs i examina els passos necessaris per establir en la pràctica les principals àrees del conflicte. Si és necessari, el subcomitè podia implicar-se activament en el tema per assegurar els estàndards apropiats i raonables per al treball conjunt del Servei d'intel·ligència a Israel.

## Paper de l'Aman
El desenvolupament històric ha destinat a l'Aman una gamma d'activitats i tasques que estan convencionalment fos del regne de la intel·ligència militar, com la responsabilitat de la recerca en matèries polítiques i altres assumptes marcats com no militars.
Això es va deure en gran part a la confiança de l'Estat d'Israel, durant els seus primers anys, en les forces de defensa com un mecanisme per satisfer les necessitats nacionals, ja que eren un sistema amb capacitats d'organització i amb tota mena de recursos disponibles.
Com a tal, l'Aman ha assumit les funcions que comunament serien manejades per altres agències d'intel·ligència. Alguns crítics diuen que, per tant, hi ha una necessitat de reexaminar la posició i la tasques assumides pels cossos d'intel·ligència dins de l'estructura actual, i transferir certes àrees estratègiques i polítiques no militars de l'Aman a una autoritat civil.

## Les reformes
La Comissió per investigar la xarxa de la intel·ligència que seguia la guerra a l'Iraq va mantenir que, malgrat que la consolidació de l'estructura de les agències i dels avantatges guanyats pel Departament de Recerca i la unitat 8200 de l'Aman durant molts anys, és temps de reestructurar les agències d'intel·ligència d'acord amb una distribució més apropiada del treball, designació professional, així com un marc constitucional i legal correcte.
La Comissió recomanada per reformar l'actual estructura de les agències d'intel·ligència, va acabar amb quatre serveis d'intel·ligència independents, a més del Consell Nacional de Seguretat israeliana, amb la distinció de les seves esferes de jurisdicció i responsabilitat de cada servei:
- Aman (FDI): la seva jurisdicció consisteix sobretot en la “intel·ligència militar”, alertar a l'adreça política i a les forces de defensa quan hi hagi la possibilitat de guerra i identificar blancs anticipadament durant un conflicte militar limitat.
- Mossad: li correspon fer èmfasi en una estratègia política, la qual cosa inclou avaluar l'estabilitat dels regimenes, comprometre's amb la intel·ligència científica-tecnològica i nuclear i la intel·ligència contra el terrorisme.
- Xin Bet (Xavak): el departament s'encarrega de la seguretat de l'Estat, els seus ciutadans i els seus organismes davant de possibles atacs terroristes o revoltes internes.
- Consell Nacional de Seguretat Israelià: està per avaluar les condicions globals i preparar respostes per a la seguretat nacional.